# Martin Hrabánek
Martin Hrabánek (* 27. října 1972 Slaný) je český politik, od roku 2020 zastupitel a radní Středočeského kraje, od dubna do listopadu 2014 a opět od roku 2016 starosta města Slaný, člen ODS.

## Život
Vystudoval pedagogickou fakultu Univerzity Jana Evangelisty Purkyně v Ústí nad Labem. Po ukončení studií začal pracovat jako učitel na 3. základní škole ve Slaném. V roce 2005 uspěl v konkurzním řízení a stal se tak ředitelem školy. Mezi jeho záliby patří sport a cestování.

## Politické působení
V komunálních volbách v roce 2006 byl zvolen do zastupitelstva ve Slaném za ODS, jako nestraník, v komunálních volbách v roce 2014 již jako člen Občanské demokratické strany. Roku 2011 se stal místostarostou a od roku 2016 působí jako starosta města. Je členem Výboru pro výchovu, vzdělávání a zaměstnanost Středočeského kraje.
Ve volbách do zastupitelstva Středočeského kraje v roce 2020 získal 1459 hlasů a stal se tak krajským zastupitelem. Dne 16. listopadu 2020 se navíc stal radním Středočeského kraje pro sociální věci. V krajských volbách v roce 2024 mandát zastupitele kraje obhájil. Na konci října 2024 se pak stal radním kraje pro oblast sociálních věcí.